# 1942 في مصر
فيما يلي قوائم الأحداث التي وقعت خلال عام 1942 في مصر.

## أحداث
- 1 يوليو – معركة العلمين الأولى
- 23 أكتوبر – معركة العلمين الثانية

## أفلام
من الأفلام التي صدرت هذه السنة في مصر:
- 1 يناير – أحب الغلط من إخراج حسين فوزي.
- 1 يناير – أخيرا تزوجت
- 1 يناير – أولاد الفقراء من إخراج يوسف وهبي.
- 1 يناير – المتهمة من إخراج هنري بركات.
- 1 يناير – بحبح في بغداد من إخراج حسين فوزي.
- 1 يناير – خفايا الدنيا
- 1 يناير – على مسرح الحياة من إخراج أحمد بدرخان.
- 1 يناير – محطة الأنس
- 1 يناير – ممنوع الحب
- 3 يناير – ليلة الفرح من إخراج محمد كريم.
- 1 فبراير – الستات في خطر من إخراج إبراهيم عمارة.
- 4 فبراير – ليلى من إخراج توجو مزراحي.
- 11 فبراير – ابن الصحراء من إخراج إبراهيم لاما.
- 11 فبراير – عايدة من إخراج أحمد بدرخان.
- 1 أبريل – رباب من إخراج أحمد جلال.
- 7 يونيو – الشريد من إخراج هنري بركات.
- 4 سبتمبر – بنت ذوات من إخراج يوسف وهبي.
- 1 أكتوبر – علي بابا والأربعين حرامي من إخراج توجو مزراحي.
- 29 أكتوبر – ابن البلد من إخراج إستفان روستي.
- 16 نوفمبر – أحلام الشباب من إخراج كمال سليم.
- 26 نوفمبر – لو كنت غني من إخراج هنري بركات.[1]
- 4 ديسمبر – العريس الخامس من إخراج أحمد جلال.

## مواليد

### يناير
- 1 يناير – سيد مشعل سياسي مصري.
- 1 يناير – ناهد شريف ممثلة مصرية.[2]

### فبراير
- 1 فبراير – إبراهيم كريم

### مارس
- 20 مارس – ميمي درويش لاعب كرة قدم مصري.

### أبريل
- 8 أبريل – حياة أبو النصر كاتبة وشاعرة مصرية.

### يونيو
- 1 يونيو – شكري مصطفى
- 12 يونيو – أحمد أبو الغيط دبلوماسي مصري.
- 17 يونيو – محمد البرادعي[3]

### أكتوبر
- 26 أكتوبر – محمد خان مخرج أفلام مصري.[4]

### نوفمبر
- 20 نوفمبر – أسعد قلادة مخرج تلفزيوني أمريكي من أصل مصري.
- 26 نوفمبر – خليل كلفت كاتب مصري.[5]

### ديسمبر
- 1 ديسمبر – محمد كامل عمرو دبلوماسي مصري.
- 22 ديسمبر – محمد سليم العوا سياسي مصري.

## وفيات

### يونيو
- 21 يونيو – يوأنس التاسع عشر (مواليد 1855) قس مصري.